# Рахлін Юліан Михайлович
Юліан Михайлович Рахлін (нім. Julian Rachlin; нар. 8 грудня 1974, Вільнюс, Литовська РСР, СРСР) — австрійський скрипаль та альтист, виходець з Литви.

## Біографія
Народився в музичній сім'ї: батько (Михайло Рахлін) — віолончеліст, мати (Софія Рахліна) — піаністка. У 1978 році сім'я емігрувала до Австрії. Юліан закінчив Віденську консерваторію (клас Бориса Кушніра), брав уроки в ізраїльського скрипаля, альтиста і дирижера Пінхаса Цукермана.
У 1988 році в Амстердамі Юліан Рахлін став переможцем Конкурсу молодих музикантів «Євробачення», де у фіналі грав з оркестром Консертгебау.

## Концертна діяльність
Виступав з найбільшими оркестрами світу під керівництвом Лоріна Маазеля, Рікардо Муті, В. Ашкенази, В. Завалліша, Б. Гайтінка, М. Янсонса, Дж. Лівайна, Н. Маррінера, З. Мети, І. Менухіна, Р. Норрінгтона, Кшиштофа Пендерецького, А. Превіна, М. Ростроповича, Е.-П. Салонена та інших видатних дирижерів.
Серед постійних музичних партнерів Юліана Рахліна — Марта Аргеріх, Наталія Гутман, Юхим Бронфман, Ґідон Кремер, Юрій Башмет, Лейф Ове Андснес, Максим Венгеров, Міша Майський, Лан Лан, Імаї Нобуко, Жанін Янсен.
У 2008 році Ю. Рахлін брав участь у щорічному міжнародному музичному фестивалі «Crescendo».

## Репертуар
В репертуарі музиканта — твори Баха, Моцарта, Вівальді, Мендельсона, Берліоза, Брамса, Сібеліуса, Чайковського, Прокоф'єва, Шостаковича, Пендерецького й інших всесвітньо відомих композиторів.

## Визнання
Лауреат міжнародної премії Академії Кіджі (Сієна, 2000).

## Педагогічна та організаторська діяльність
Починаючи з 1999 року, працює викладачем у Віденській консерваторії. З 2000 року керує в м. Дубровнику фестивалем «Юліан Рахлін і його друзі».